# Xã Norwich, Quận Franklin, Ohio
Xã Norwich (tiếng Anh: Norwich Township) là một xã thuộc quận Franklin, tiểu bang Ohio, Hoa Kỳ. Năm 2010, dân số của xã này là 31.807 người.